# The Wizard of Oz (1939)
The Wizard of Oz (em Portugal, O Feiticeiro de Oz; no Brasil, O Mágico de Oz) é um filme americano do gênero fantasia e musical familiar, lançado em 1939 pela Metro-Goldwyn-Mayer, baseado no livro The Wonderful Wizard of Oz de L. Frank Baum. O filme foi parcialmente dirigido por Victor Fleming (que deixou a produção para dirigir Gone with the Wind), com a produção de Mervyn LeRoy e o roteiro escrito pelo trio Noel Langley, Florence Ryerson e Edgar Allan Woolf. Contando com as atuações de Judy Garland, Frank Morgan, Ray Bolger, Bert Lahr, Jack Haley, Billie Burke, Margaret Hamilton e Charley Grapewin, o filme narra a história de uma garota órfã chamada Dorothy Gale, que, após ser levada por um tornado, viaja para a Terra de Oz e tenta encontrar o caminho de volta para sua casa.
Após o sucesso de Branca de Neve e os Sete Anões, a MGM decidiu fazer um filme sobre contos populares e, em 1938, comprou os direitos do livro de Frank Baum. Porém, como filmes altamente fantasiosos não eram bem vistos pelo público da época, William H. Cannon recomendou que fossem diminuídos ou retirados os elementos de fantasia do filme. Isso fez com que o roteiro fosse reescrito várias vezes, sendo finalizado apenas em 8 de outubro de 1938. As filmagens começaram em outubro e terminaram em fevereiro de 1939, e seus bastidores foram marcados por agressões dos diretores aos atores, assédios sexuais a Judy Garland, intoxicações e até um possível (ainda não confirmado) suicídio de um dos figurantes anões do filme.
Lançado oficialmente em 15 de agosto de 1939, o filme não teve bom desempenho nas bilheteiras, apesar da boa recepção da crítica, o que resultou em seis indicações ao Oscar. No entanto, suas exibições na televisão, seus efeitos especiais inovadores para a época, os constantes relançamentos e seu sucesso nas mídias domésticas fizeram com que o filme ganhasse uma fama de cult, sendo hoje considerado um dos melhores musicais de todos os tempos e um dos primeiros filmes a ser preservado no National Film Registry por ser "cultural, histórica ou esteticamente significativo". A trilha sonora do filme também é amplamente conhecida, graças à música "Over The Rainbow", que foi considerada pelo AFI uma das melhores músicas presentes em filmes. O filme e a música são considerados um marco cinematográfico da era de ouro de Hollywood, gerando até hoje várias paródias e sendo referenciados por suas músicas e cenas em séries, novelas, filmes, músicas e na cultura pop em geral.

## Enredo

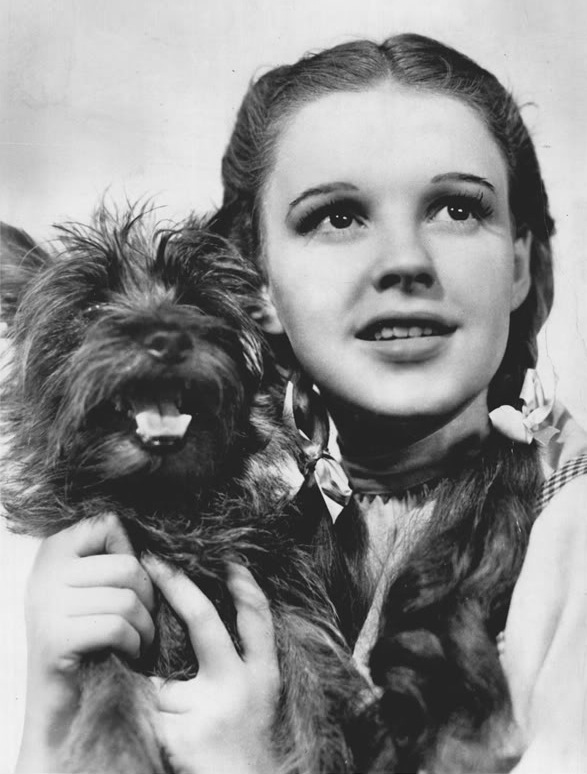
Dorothy Gale (Judy Garland) e Totó, interpretado pelo cairn terrier Terry.

No Kansas vive Dorothy Gale (Judy Garland), uma aluna de 12 anos que vive na fazenda dos seus tios Henry (Charley Grapewin) e Em (Clara Blandick). Após o cão de Dorothy, Totó, 'atacar' a insuportável Srta. Gulch (Margaret Hamilton), esta, irritada, vai até Henry e Em com uma ordem judicial que a autoriza pôr o Totó "para dormir".  Apesar dos apelos de Dorothy, os tios dela se sentem obrigados em cumprir a lei, então Gulch pega Totó e o coloca em uma cesta na bicicleta dela. Porém o cachorro foge e corre de volta para a fazenda. Temendo que Gulch volte para pegar Totó, Dorothy foge. Na estrada conhece o professor Marvel (Frank Morgan), um charlatão que deixa Dorothy fascinada com seus "dons". Ele entende que Dorothy fugiu de casa, então sutilmente a persuade para voltar para casa.
Porém, quando Dorothy e Totó voltam, surge um tornado enorme, que se move pelas planícies na direção da fazenda. Os colonos Zeke (Bert Lahr), Hickory (Jack Haley) e Hunk (Ray Bolger) correm com Em e Henry para um abrigo, fechando as portas antes de verem Dorothy, que não teve tempo de se proteger com eles. Dorothy corre para dentro da casa, quando uma tela de janela arrancada pelo vento voa através do quarto e bate na sua cabeça. Logo ela descobre que a casa da fazenda foi arrancada do chão pelo ciclone e está sendo levada para o centro do tornado. Olhando pela janela, vê voando com a força do vento os animais de fazenda, um homem remando um barco e até mesmo uma mulher idosa, que calmamente tricota na cadeira de balanço. Dorothy também vê Gulch pedalando sua bicicleta, mas de repente se transforma em uma bruxa horrorosa montando uma vassoura e usando um chapéu pontudo. A casa começa a descer, girando até o solo e aterrissando com um estrondo. Apreensiva, ela abre a porta da casa e seus olhos se deslumbram com um lugar maravilhoso. Dorothy tem certeza que não está mais no Kansas, principalmente quando, através de uma bolha colorida, surge Glinda (Billie Burke), a Bruxa Boa do Norte, perguntando se Dorothy era uma bruxa boa ou má. O motivo da pergunta é que os munchkins, os pequenos habitantes daquele lugar, disseram a Glinda que uma bruxa derrubara uma casa sobre a Bruxa Má do Leste, matando-a e os libertando de suas maldades. A Bruxa do Leste foi esmagada e agora só se pode ver suas pernas, que usava mágicos sapatos de rubi. Porém uma nuvem de fumaça vermelha anuncia a chegada da Bruxa Má do Oeste, que é igual à Srta. Gulch, e ameaça Dorothy tentando arrebatar os sapatos de rubi, que permanecem nos pés da sua irmã morta. Entretanto a Bruxa do Oeste não tem nenhum real poder na terra dos munchkins e, antes que possa pôr as mãos nos sapatos mágicos, eles surgem nos pés de Dorothy, graças a uma magia de Glinda. A bruxa jura vingança diante de uma terrificada Dorothy, antes de desaparecer em outra nuvem de fumaça vermelha. Dorothy conta para Glinda que ela quer ir para sua casa no Kansas. Glinda não pode ajudá-la, só o grande e Todo-Poderoso Mágico de Oz (Frank Morgan). Glinda diz que ele tem este poder e Dorothy busca a ajuda dele na Cidade de Esmeraldas, onde ele reside. Glinda aponta para ela a Estrada de Tijolos Amarelos e lhe diz para seguir este caminho para chegar na Cidade de Esmeraldas. Antes de partir Glinda diz para ela nunca tirar os sapatos. No caminho conhece um espantalho (Ray Bolger) que quer ter um cérebro e como visitará um mago, pode ser que ele arrume um cérebro para o espantalho, assim resolvem viajar juntos. Mais adiante encontram um homem de lata (Jack Haley), que anseia por um coração, então os três passam a viajar juntos. Logo depois se deparam com um leão covarde (Bert Lahr), que quer ter coragem, então o quarteto fica mais do que determinado em achar o mágico de Oz.
Ao longo da sua jornada de volta para casa, Dorothy terá que enfrentar a Bruxa Má do Oeste que quer os sapatos de rubi mágicos, até se encontrar com o grande Mágico.
Mas “O Mágico de Oz” é desmascarado por Dorothy, que descobre ser tudo uma farsa cercado de artifícios e efeitos especiais e que ele não possuía nenhum poder especial. A sequência em que Dorothy abre a cortina e encontra quem realmente é o Mágico de Oz (um homem cruel, rude e inseguro que manipula um sistema que projeta a imagem de um Deus ameaçador em meio a trovões e jatos de fogo) é repleta de significados teosóficos.

## Produção

### Desenvolvimento
A produção do filme começou quando Branca de Neve e os Sete Anões (1937), de Walt Disney, mostrou ao público que filmes adaptados de histórias infantis populares e contos de fadas poderiam ser um sucesso. Em janeiro de 1938, a Metro-Goldwyn-Mayer comprou os direitos do romance extremamente popular de L. Frank Baum. Samuel Goldwyn, que havia considerado a ideia de fazer o filme como um veículo para popularizar Eddie Cantor — que estava sob contrato com os estúdios Goldwyn e que Goldwyn queria escalar como o Espantalho — também esteve envolvido nesse processo.
O roteiro passou por vários escritores e revisões antes das filmagens finais. O assistente de Mervyn LeRoy, William H. Cannon, apresentou um esboço razoável de quatro páginas. Como os filmes de fantasia recentes da época não tiveram um bom desempenho nas bilheteiras, ele recomendou diminuir ou remover os elementos mágicos da história. Em seu esboço, o Espantalho era um homem tão estúpido que o único emprego disponível para ele era literalmente assustar corvos nos campos de milho, enquanto o Homem de Lata era um criminoso tão sem coração que foi condenado a ser colocado em um robô de lata pela eternidade — uma tortura que o suavizou e o transformou em alguém mais gentil e amável.
Posteriormente, LeRoy contratou o roteirista Herman J. Mankiewicz, que entregou um rascunho de 17 páginas das cenas do Kansas e, algumas semanas depois, mais 56 páginas. Ele também convidou Noel Langley e o poeta Ogden Nash para escrever outras versões da história. Nenhum dos três sabia sobre os outros. Nash apresentou um esboço de quatro páginas, enquanto Langley apresentou um de 43 páginas. Um desses esboços se transformou em mais três, incorporando as canções que foram escritas por Harold Arlen, Yip Harburg, Florence Ryerson e Edgar Allan Woolf, que foram contratados para retocar a redação. Eles seriam responsáveis por garantir que a história continuasse fiel ao livro de Baum. No entanto, o produtor Arthur Freed não gostou do trabalho deles e o transferiu para Langley. Durante as filmagens, Victor Fleming e John Lee Mahin revisaram ainda mais o roteiro, adicionando e cortando algumas cenas. Além disso, Jack Haley e Bert Lahr são conhecidos por terem escrito alguns de seus diálogos para cenas no Kansas.
A versão final do roteiro foi concluída em 8 de outubro de 1938, após vários diálogos serem reescritos, mas somente Langley, Ryerson e Woolf receberam os créditos do filme. Junto com os contribuintes já mencionados, outros que ajudaram na adaptação sem receber crédito incluem: Irving Brecher, Herbert Fields, Arthur Freed, Yip Harburg, Samuel Hoffenstein, Jack Mintz, Sid Silvers, Richard Thorpe, George Cukor e King Vidor.
Muito cuidado foi dado ao uso de technicolor na produção, com a equipe de produção da MGM dando preferência a alguns tons específicos. O departamento de arte do estúdio levou quase uma semana para colorir a estrada de tijolos amarelos.

### Escalação do elenco

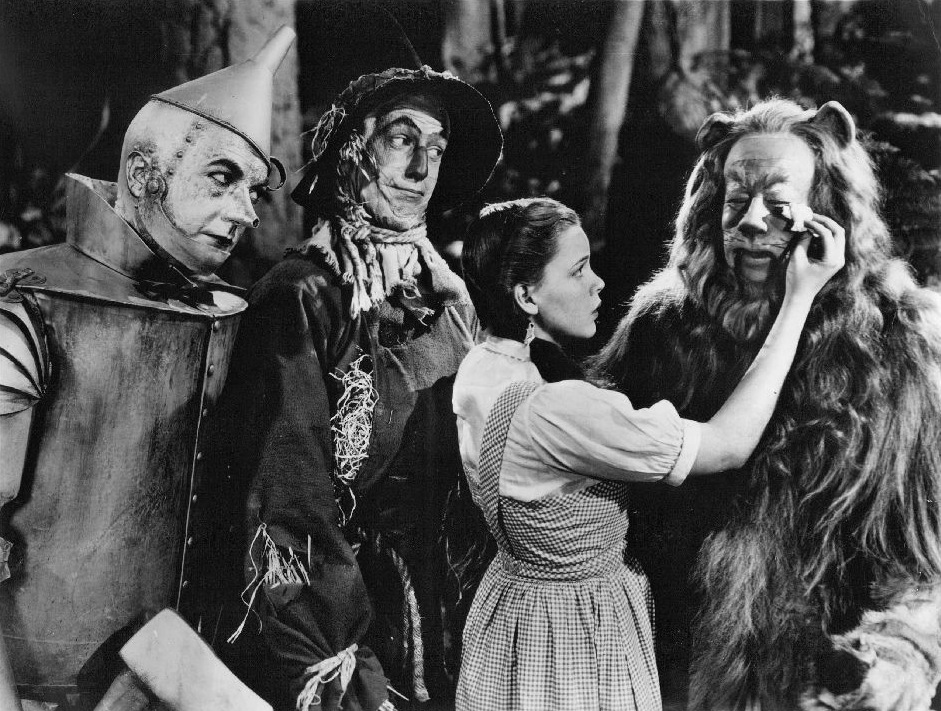
Dorothy e seus três companheiros de jornada

Várias atrizes foram consideradas para o papel de Dorothy Gale, incluindo Shirley Temple, que na época era a estrela mirim mais famosa; Deanna Durbin, uma atriz recém-chegada com uma reconhecida voz operística; e Judy Garland, a mais experiente das três. Oficialmente, a decisão de escalar Garland para interpretar Dorothy foi atribuída a questões orçamentais.
Ray Bolger foi originalmente escalado como o Homem de Lata e Buddy Ebsen como o Espantalho. No entanto, Bolger ansiava por interpretar o Espantalho, personagem que seu ídolo de infância, Fred Stone, havia interpretado no palco em 1902. Com aquela performance, Stone o inspirou a se tornar um vaudevilliano. Agora insatisfeito com seu papel como o Homem de Lata (alegadamente afirmando: "Não sou um artista de lata; sou fluido"), Bolger convenceu o produtor Mervyn LeRoy a transferi-lo para o papel que tanto desejava. Ebsen não se opôs. Depois de examinar os fundamentos do andar distinto do Espantalho com Bolger (como dançarino profissional, Ebsen foi escalado porque o estúdio estava confiante de que ele conseguiria replicar o famoso "andar vacilante" do Homem de Lata), ele gravou todas as suas canções, passou por todos os testes de ensaio como o Homem de Lata e começou a filmar com o restante do elenco.
Gale Sondergaard foi originalmente escalada para interpretar a bruxa má, mas ficou infeliz quando soube que a personalidade da bruxa não seria elegante e glamorosa como a Rainha Má de Branca de Neve e os Sete Anões (onde ela dublou a rainha). Ela recusou o papel e foi substituída em 10 de outubro de 1938, apenas três dias antes do início das filmagens, pela atriz contratada pela MGM Margaret Hamilton. Sondergaard disse em uma entrevista incluída no bônus no DVD que não se arrepende de ter recusado o papel e que, em seguida, desempenhou uma vilã glamourosa na versão da Fox de The Blue Bird (1940), de Maurice Maeterlinck. Margaret Hamilton desempenhou um papel notavelmente semelhante ao da bruxa má do Leste em outro filme com Judy Garland, chamado Babes in Arms (1939), baseado na peça O Pássaro Azul.

### Filmagens
As filmagens de O Mágico de Oz começaram em 13 de outubro de 1938 no estúdio Metro-Goldwyn-Mayer em Culver City, na Califórnia, com Richard Thorpe como diretor, substituindo o diretor original, Norman Taurog, que filmou alguns dos primeiros testes em Technicolor e foi então dispensado. Thorpe inicialmente filmou por cerca de duas semanas, nove dias no total, incluindo o primeiro encontro de Dorothy com o Espantalho, além de uma série de sequências no castelo da Bruxa Má, como o resgate de Dorothy. Embora não tenha sido lançado, esse material inclui a única filmagem do Homem de Lata, interpretado por Buddy Ebsen.
A produção enfrentou o desafio de simular o figurino do Homem de Lata. Vários testes foram feitos para encontrar a maquiagem e as roupas adequadas para Ebsen. Dez dias após o início das filmagens, Ebsen sofreu uma reação à maquiagem à base de pó de alumínio que estava usando. Embora se lembrasse de ter respirado normalmente naquela noite, sem efeitos imediatos, ele foi hospitalizado em estado crítico e, posteriormente, foi forçado a deixar o projeto. Em uma entrevista posterior (incluída no lançamento do DVD de 2005 de O Mágico de Oz), ele relembrou que os chefes do estúdio só entenderam a gravidade de sua doença depois de vê-lo no hospital. As filmagens foram interrompidas enquanto um substituto para ele era encontrado. Nenhuma filmagem completa dele como o Homem de Lata foi divulgada — apenas fotos tiradas durante as filmagens e fotos de teste de maquiagem. Seu substituto, Jack Haley, simplesmente presumiu que Ebsen havia sido demitido. Judy Garland também recebeu uma bofetada de um diretor durante as filmagens.
A toxicidade da maquiagem à base de cobre de Margaret Hamilton a forçou a seguir uma dieta líquida nos dias de filmagem. Na cena da morte da Bruxa Má, um elevador escondido foi instalado para abaixá-la abaixo do nível do palco enquanto fogo e fumaça irrompiam para dramatizar a cena. A primeira tomada correu bem, mas na segunda, a explosão de fogo veio muito cedo. As chamas incendiaram sua pintura facial verde à base de cobre, causando queimaduras de terceiro grau em suas mãos e rosto. Ela passou três meses se recuperando antes de voltar ao trabalho. Thorpe foi demitido após algumas cenas já terem sido gravadas, e George Cukor assumiu a direção. Ele alterou a maquiagem e o figurino de Judy Garland e Margaret Hamilton, o que significou que todas as cenas com as atrizes precisariam ser refilmadas. No entanto, Cukor tinha um compromisso anterior com o filme Gone with the Wind e deixou o projeto no dia 3 de novembro de 1938, passando o cargo para Victor Fleming, que deu continuidade às filmagens de Thorpe e descartou as cenas gravadas por Cukor.

#### Efeitos especiais, maquiagem e figurino
Arnold Gillespie foi o diretor de efeitos especiais do filme. Gillespie trabalhou na produção utilizando várias técnicas de efeitos visuais. Desenvolver a cena do tornado foi especialmente caro. Gillespie usou pano de musselina para tornar o tornado flexível, depois que uma tentativa anterior com borracha falhou. Ele pendurou 35 pés de musselina em um pórtico de aço e conectou o fundo a uma haste. Ao mover o pórtico e a haste, foi capaz de criar a ilusão de um tornado se movendo pelo palco. Terra de Fuller foi pulverizada de cima e de baixo usando mangueiras de ar comprimido para completar o efeito. A casa de Dorothy foi recriada usando um modelo.v
As máscaras do Leão Covarde e do Espantalho foram feitas de espuma de látex criada pelo maquiador Jack Dawn, que foi um dos primeiros a usar essa técnica.  Bolger ficou com rugas permanentes ao redor da boca e queixo devido à sua máscara. Demorava uma hora por dia para retirar lentamente a máscara colada ao seu rosto. Hamilton sofreu queimaduras graves nas mãos e no rosto quando houve um acidente com fogo durante as filmagens da morte de sua personagem, a "Bruxa Má". Na época, ela estava usando a maquiagem verde, que geralmente era removida com acetona devido ao conteúdo tóxico de cobre. Por causa das queimaduras, o maquiador Jack Young teve que remover a maquiagem com álcool, para prevenir infecções.
A fantasia do Homem de Lata era feita de fivela coberta com couro, e o óleo usado para untar suas juntas era feito de calda de chocolate. O amianto foi utilizado para obter alguns dos efeitos especiais, como a vassoura em chamas da bruxa e a neve falsa que cobre Dorothy enquanto ela dorme no campo de papoulas.

## Elenco
- Judy Garland como Dorothy Gale
- Frank Morgan como O Mágico de Oz / Professor Marvel
- Ray Bolger como Hunk / O Espantalho
- Bert Lahr como Zeke / Leão Covarde
- Jack Haley como Hickory / Homem de Lata
- Billie Burke como Glinda / Bruxa Boa do Norte
- Margaret Hamilton como Almira Gulch / Bruxa Má do Oeste
- Charley Grapewin como Tio Henry
- Clara Blandick como Tia Emm

## Lançamento

### Lançamento original

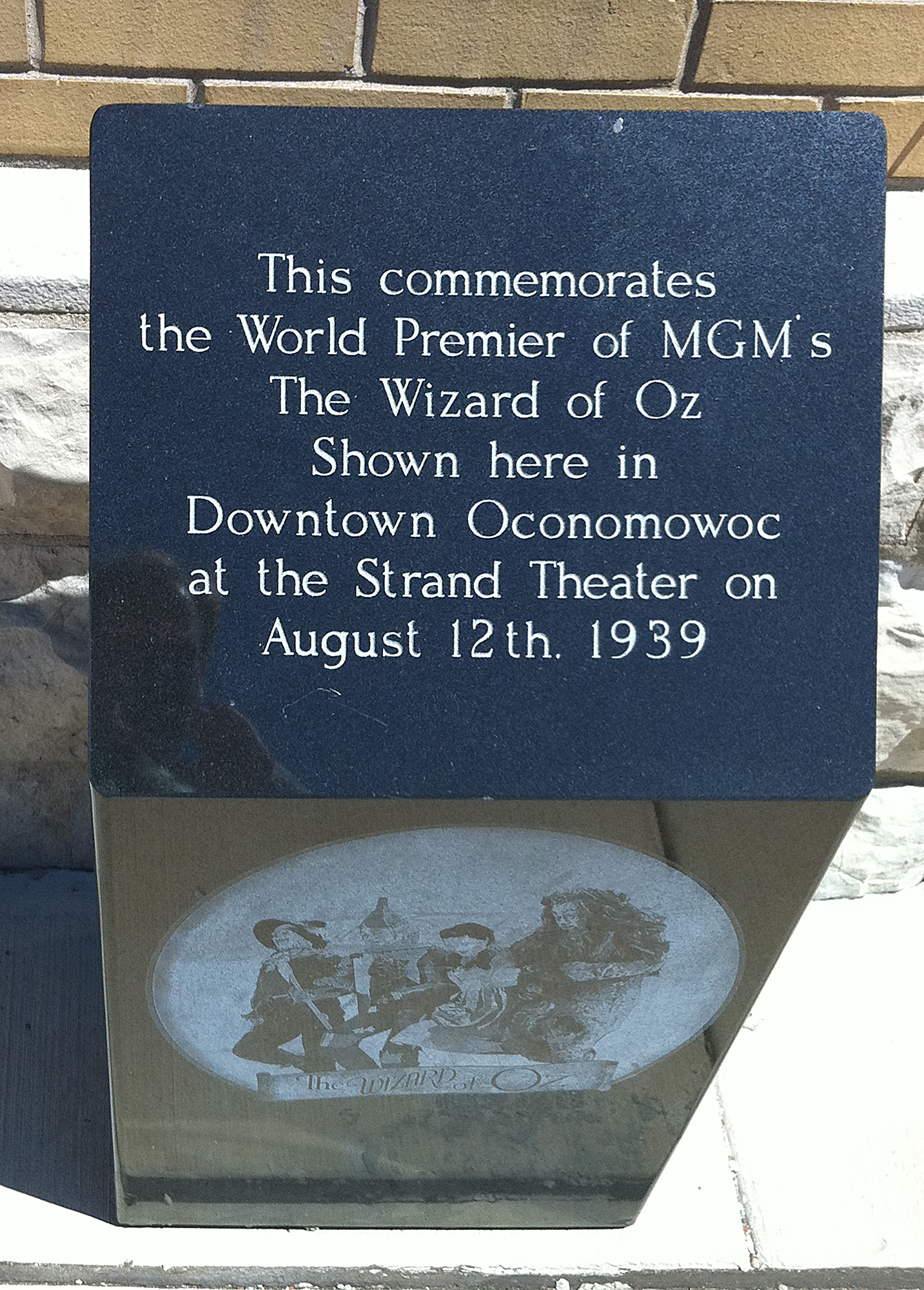
Um memorial que comemora a estreia mundial do filme no Strand Theatre em Oconomowoc na Wisconsin, em 12 de agosto de 1939.

O filme estreou no Orpheum Theatre em Green Bay, Wisconsin, em 10 de agosto de 1939. A primeira prévia foi realizada em  San Bernardino. O filme foi exibido em três mercados de teste: em Kenosha, Wisconsin, e Dennis, Massachusetts, em 11 de agosto de 1939, e no Strand Theatre em Oconomowoc, Wisconsin, em 12 de agosto.
A estreia em Hollywood aconteceu em 15 de agosto de 1939, no TCL Chineses Theatre. A estreia em Nova York, realizada no Loew's Capitol Theatre em 17 de agosto de 1939, foi seguida por uma performance ao vivo com Judy Garland e seu frequente coestrela de cinema Mickey Rooney. Eles continuaram a se apresentar lá após cada exibição por uma semana. Garland estendeu sua participação por mais duas semanas, fazendo parceria com Rooney na segunda semana e com os coestrelas de O Mágico de Oz, Ray Bolger e Bert Lahr, na terceira e última semana. O filme estreou em todo o país em 25 de agosto de 1939.

### Televisão
A MGM vendeu os direitos de transmissão do filme para a CBS por US$ 225.000 por exibição. O filme foi exibido pela primeira vez na televisão em 3 de novembro de 1956, como parte do Ford Star Jubilee. Foi repetido em 13 de dezembro de 1959, e obteve uma audiência ainda maior na televisão, com uma classificação Nielsen de 36,5 e uma parcela de audiência de 58%. Tornou-se uma tradição anual na televisão norte-americana.

### Mídia doméstica
Em 25 de outubro de 1980, o filme foi lançado em videocassete (nos formatos VHS e Betamax) pela MGM/CBS Home Video. Todos os lançamentos de home video atuais são da Warner Home Video (por meio do atual proprietário dos direitos, Turner Entertainment). Em 1989, houve dois lançamentos para o 50º aniversário, um da Turner e outro da The Criterion Collection, com uma faixa de comentário. O filme teve versões em LaserDisc nos anos de 1991 e 1993, e o último lançamento para LaserDisc foi em 11 de setembro de 1996. Também foi lançado em formato CED uma vez, em 1982, pela MGM e UO Home Video.
O primeiro lançamento em DVD ocorreu em 26 de março de 1997, em uma parceria entre a MGM e a Turner. Não continha recursos ou suplementos especiais. Em 19 de outubro de 1999, O Mágico de Oz foi relançado pela Warner Bros. para comemorar o 60º aniversário do filme, com sua trilha sonora apresentada em uma nova mixagem de som surround 5.1. O DVD também incluiu um documentário dos bastidores produzido em 1990 e apresentado por Angela Lansbury, que foi originalmente exibido na televisão imediatamente após a transmissão do filme.
O filme foi lançado em Blu-ray em 29 de setembro de 2009, para comemorar o 70º aniversário, em uma "Ultimate Collector's Edition" de quatro discos, incluindo todos os bônus da edição especial de 2005, além de novos bônus sobre Victor Fleming e os Munchkins sobreviventes, o telefilme The Dreamer of Oz: The L. Frank Baum Story, e a minissérie MGM: When the Lion Roars. Para esta edição, a Warner Bros. encomendou uma nova transferência dos negativos originais com resolução de 8K. O trabalho de restauração foi entregue à Prime Focus World. Esta versão restaurada também possui uma trilha de áudio Dolby TrueHD 5.1 sem perdas. Em 2013, o filme foi relançado em DVD, Blu-ray, Blu-ray 3D e UltraViolet para o 90º aniversário da Warner Bros. e o 75º aniversário do filme.
O filme foi relançado em Ultra HD Blu-ray em 29 de outubro de 2019, apresentando uma nova transferência Dolby Vision originada de uma transferência de 8K.

### Relançamentos do filme

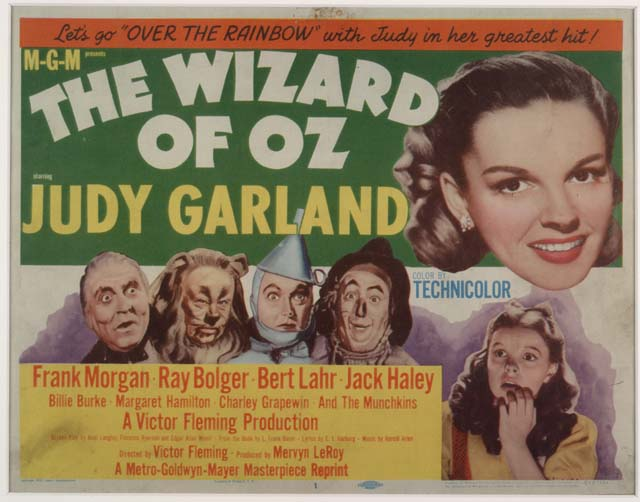
Este cartão de aviso para o relançamento de 1955 trazia uma imagem "mais protagonista" de Judy Garland.

A série MGM Children's Matinees relançou o filme duas vezes, em 1970 e 1971. Em 2002, o filme teve um relançamento muito limitado nos cinemas dos EUA, arrecadando apenas US$ 139.905.
Em 23 de setembro de 2009, o filme foi relançado em cinemas selecionados para um evento de uma noite em homenagem ao seu 70º aniversário e como promoção para vários lançamentos de novos discos no final do mês. Um encore deste evento ocorreu nos cinemas em 17 de novembro de 2009.
Um relançamento teatral em IMAX 3D foi exibido em 300 cinemas na América do Norte por apenas uma semana, começando em 20 de setembro de 2013, como parte das celebrações do 75º aniversário do filme. A Warner Bros. gastou US$ 25 milhões em publicidade. O filme também foi relançado nos dias 11 e 14 de janeiro de 2015, como parte da série "TCM Presents" da Turner Classic Movies.
Recentemente, o filme foi relançado pela Fathom Events nos dias 27, 29 e 30 de setembro de 2019, e 3 e 5 de fevereiro de 2020, como parte das comemorações de seu 80º aniversário. Além disso, teve uma exibição especial de uma semana no Dolby Cinema, iniciando em 25 de outubro de 2019, para celebrar o aniversário. Em 2020, uma estação cultural do Pará apresentou o filme em uma exibição gratuita.

## Recepção

### Bilheteria
De acordo com os registros da MGM, durante o lançamento inicial do filme, ele arrecadou US$ 2.048.000 nos Estados Unidos e Canadá e US$ 969.000 em outros países, resultando em uma receita total de US$ 3.017.000. Embora fossem ganhos consideráveis, o alto custo de produção, associado a vários custos de distribuição e outros, fez com que o filme registrasse inicialmente uma perda de US$ 1.145.000 para o estúdio. Não gerou o lucro esperado pela MGM até que um relançamento em 1949 rendeu um adicional de US$ 1,5 milhão (cerca de US$ 16 milhões hoje). No entanto, apesar de todos os riscos e custos que a MGM assumiu para produzir o filme, ele foi muito mais bem-sucedido do que qualquer um poderia imaginar. De acordo com Christopher Finch, autor da biografia Judy Garland Rainbow: The Stormy Life of Judy Garland, "Fantasia é sempre um risco de bilheteira. O filme teve um enorme sucesso como livro e também foi um grande sucesso no palco, mas as tentativas anteriores de trazê-lo para a tela foram um fracasso total."

### Críticas iniciais
O Mágico de Oz foi amplamente aclamado após seu lançamento. Escrevendo para o New York Times, Frank Nugent considerou o filme "uma obra maravilhosa que fazia os olhos dos jovens brilharem e trazia um brilho divertido aos mais sábios dos mais velhos. Desde Branca de Neve e os Sete Anões de Disney, algo tão fantástico não havia tido sucesso dessa forma". De acordo com Nugent, "a Dorothy de Judy Garland é uma garota atrevida e jovem com os olhos iluminados de quem acredita em contos de fadas, mas a fantasia de Baum brilha no seu melhor quando o Espantalho, o Homem de Lata e o Leão estão bem sincronizados em todos os momentos".
Escrevendo para a Variety, John C. Flinn previu que o filme "provavelmente realizaria alguns feitos mágicos de bilheteira", observando: "Algumas das passagens cênicas são tão bonitas em design e composição que emocionam o público pelo seu puro desdobramento." Ele também chamou Garland de "uma figura atraente" e os números musicais de "alegres e brilhantes".
Nem todas as avaliações foram positivas. Alguns espectadores acharam que Garland, com 16 anos, estava um pouco velha demais para interpretar a menina que Baum pretendia que Dorothy fosse. Russell Maloney, do The New Yorker, escreveu que o filme não exibia "nenhum traço de imaginação, bom gosto ou engenhosidade", descrevendo-o como "um fedorento", enquanto Otis Ferguson, do The New Republic, escreveu: "Tem anões, música, Technicolor, personagens anormais e Judy Garland. Não se pode esperar que tenha senso de humor também — e quanto ao leve toque de fantasia, pesa como meio quilo de bolo de frutas molhado".

### Aclamação posterior
Ao passar das décadas, o filme foi sendo ainda mais aclamado e considerado um clássico do cinema. No website agregador de críticas Rotten Tomatoes, o filme foi aclamado pela crítica especializada, recebendo 98/100 da crítica, com a seguinte avaliação: "Uma obra-prima absoluta, cujos visuais inovadores e hábeis narrações ainda são tão ressonantes. O Mágico de Oz é um filme imperdível para crianças e adultos". Também teve recepção positiva do público no site, com 89/100. Em outro agregador de críticas, Metacritic, obteve uma rara aclamação de 100/100 dos críticos e 8,5 do público. Os usuários do AdoroCinema deram 4,5/5 estrelas, baseados em 861 notas.
Roger Ebert o colocou como um de seus "Grandes Filmes", escrevendo que "O Mágico de Oz tem uma superfície maravilhosa de comédia e música, efeitos especiais e emoção, mas ainda o vemos seis décadas depois porque sua história subjacente penetra direto nas mais profundas inseguranças da infância, as mexe e depois as tranquiliza". O brasileiro Plano Crítico deu 4 de 5 estrelas ao filme, elogiando seus efeitos especiais, o declarando como "surpreendentes", além dos cenários e do elenco, por serem "caricaturais sem serem ridículos". O New York Daily News também deu notas positivas em relação ao seu elenco, elogiando Judy Garland e afirmando que a atriz era "tão esperta quanto uma cantora, e seu estilo especial de vocalização é idealmente adaptado à música do filme".
Os críticos ficaram impressionados com o quanto os efeitos especiais envelheceram bem, com a Toronto Star ficando impressionada pelo fato de que as cenas do furacão não foram feitas por nenhum computador. De acordo com a revista, isso torna o filme "ainda mais digno de assistir". Todd Glick, para a TheWrap, afirmou em sua resenha que, a cada vez que assiste ao filme, ele está "mais jovem e vital do que nunca".

#### Prêmios e indicações
| Ano  | Prêmio             | Categoria                  | Resultado |
| ---- | ------------------ | -------------------------- | --------- |
| 1939 | Festival de Cannes | Palma de Ouro              | Indicado  |
| 1940 | Oscar              | Melhor banda sonora        | Venceu    |
| 1940 | Oscar              | Melhor canção original     | Venceu    |
| 1940 | Oscar              | Melhor filme               | Indicado  |
| 1940 | Oscar              | Melhor direção de arte     | Indicado  |
| 1940 | Oscar              | Melhor fotografia          | Indicado  |
| 1940 | Oscar              | Melhores efeitos especiais | Indicado  |

## Impacto e legado

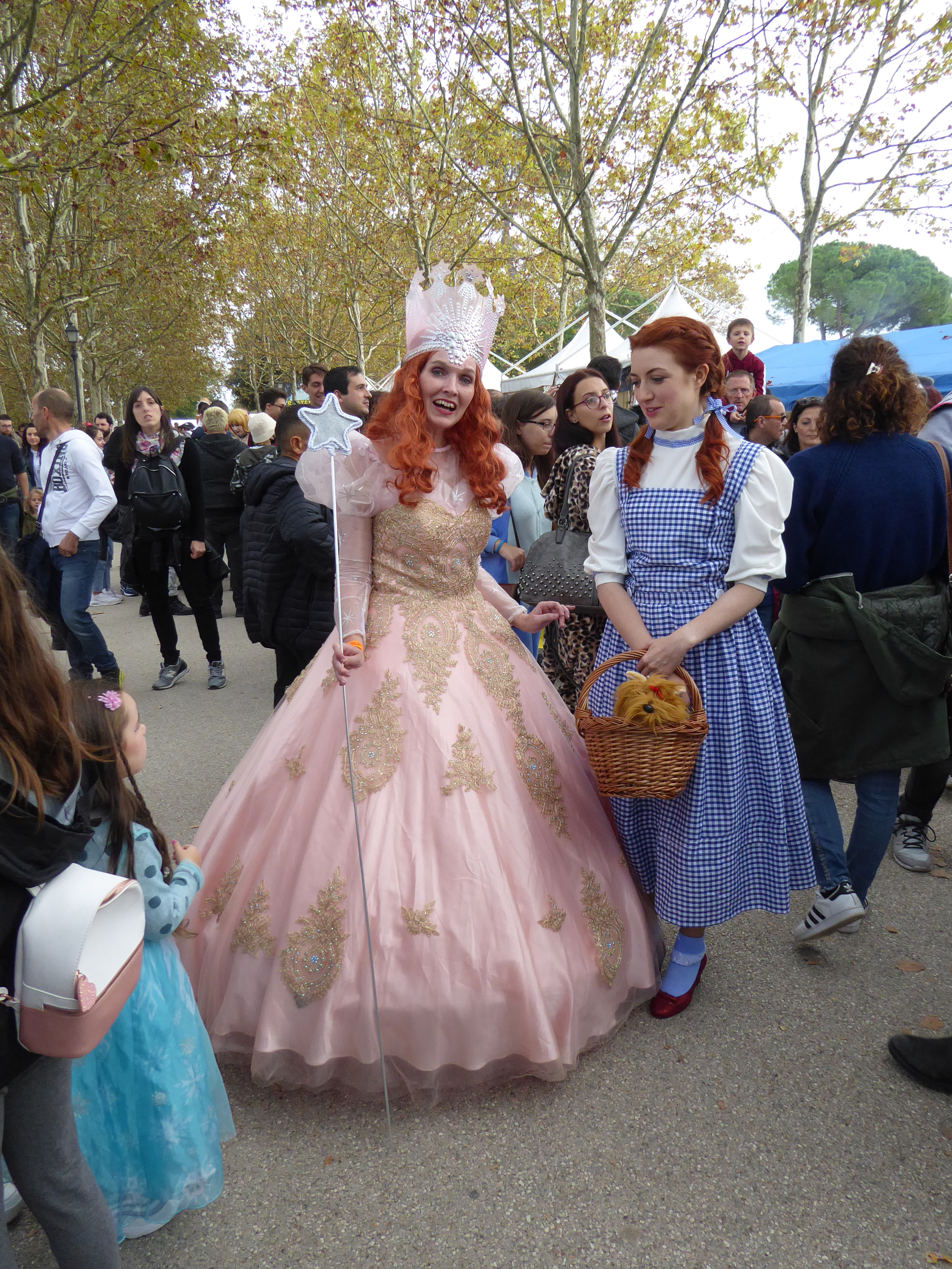
Cosplayers de O mágico de Oz no Lucca Comics & Games na Itália.

O Mágico de Oz é considerado um dos filmes mais importantes de todos os tempos. Sua exibição na televisão em 1956 reintroduziu o filme ao público; de acordo com a Biblioteca do Congresso, é o filme mais visto da história da televisão. Em 1989, foi selecionado por esta mesma biblioteca como um dos primeiros 25 filmes para preservação no National Film Registry, por ser "culturalmente, historicamente ou esteticamente significativo". É também um dos poucos filmes no Registo da Memória do Mundo da UNESCO. O filme estava entre os dez primeiros no BFI de 2005 na lista dos 50 filmes a serem vistos aos 14 anos e está na lista atualizada da instituição dos 50 filmes a serem vistos aos 15 anos, publicada em maio de 2020. Em uma lista parecida, o Rotten Tomatoes o colocou no "50 essenciais filmes infantis". O Rotten também classificou Dorothy Gale como uma das "77 heroínas mais destemidas que nos inspiram". O site ainda o colocou como uma das melhores fantasias infantis. Em comemoração aos seus oitenta anos, o Google lançou uma homenagem com uma "brincadeira"; para ativá-la, basta pesquisar o nome do filme na aba de pesquisa e dar um clique no sapatinho vermelho de Dorothy.
O crítico de cinema Roger Ebert o chamou de um dos melhores filmes já feitos. O filme também foi declarado como um dos maiores e/ou melhores musicais já feitos pela Medium, AdoroCinema, Observatório do Cinema, Rotten Tomatoes, Metacritic, Cineclick e pela American Film Institute. O instituto também classificou a vilã do filme (a bruxa Malvada do Leste) como uma das melhores vilãs de todos os tempos. A revista Bula e a britânica Empire o declaram como um dos melhores filmes já feitos. Um dos editores da Rolling Stone classificou o filme como o melhor filme do ano "mais milagroso" de Hollywood. Na atualização de 2022 da lista dos maiores filmes de todos os tempos da Sight & Sound, o longa-metragem aparece em 108° lugar empatado com Bringing Up Baby (1938), Búsàn (2003), Morangos Silvestres (1957), The Man Who Shot Liberty Valance (1962) e Touch of Evil (1958).
O filme também teve um impacto significativo pela sua trilha sonora, principalmente a música "Over The Rainbow", que ganhou fama entre o público LGBT e adquiriu vários covers na indústria da música. Os mais notáveis são de: Celine Dion, Mariah Carey, Ariana Grande, a banda de heavy metal Guns N' Roses,  o grupo Glee e Israel Kamakawiwo'ole (que a tornou sua canção de maior sucesso). A música ainda foi traduzida para o idioma português pela cantora Luiza Possi para a trilha sonora da telenovela Chocolate com Pimenta, ganhando o nome de "Além do arco-íris". Por causa de seu grande impacto, a música, junto com "Ding-Dong! The Witch Is Dead", foi considerada pelo AFI uma das melhores músicas presentes em filmes de todos os tempos.
"Acredito que o que transformou O Mágico de Oz num marco da indústria cinematográfica é que tudo nele funciona muito bem e acaba agradando crianças de todas as idades. Suas cores em technicolor no mundo de Oz vibram na tela e trazem mais alegria que o retorno da pequena Dorothy para casa." -Infantv explicando o impacto do filme.

### Sapatos de Rubi

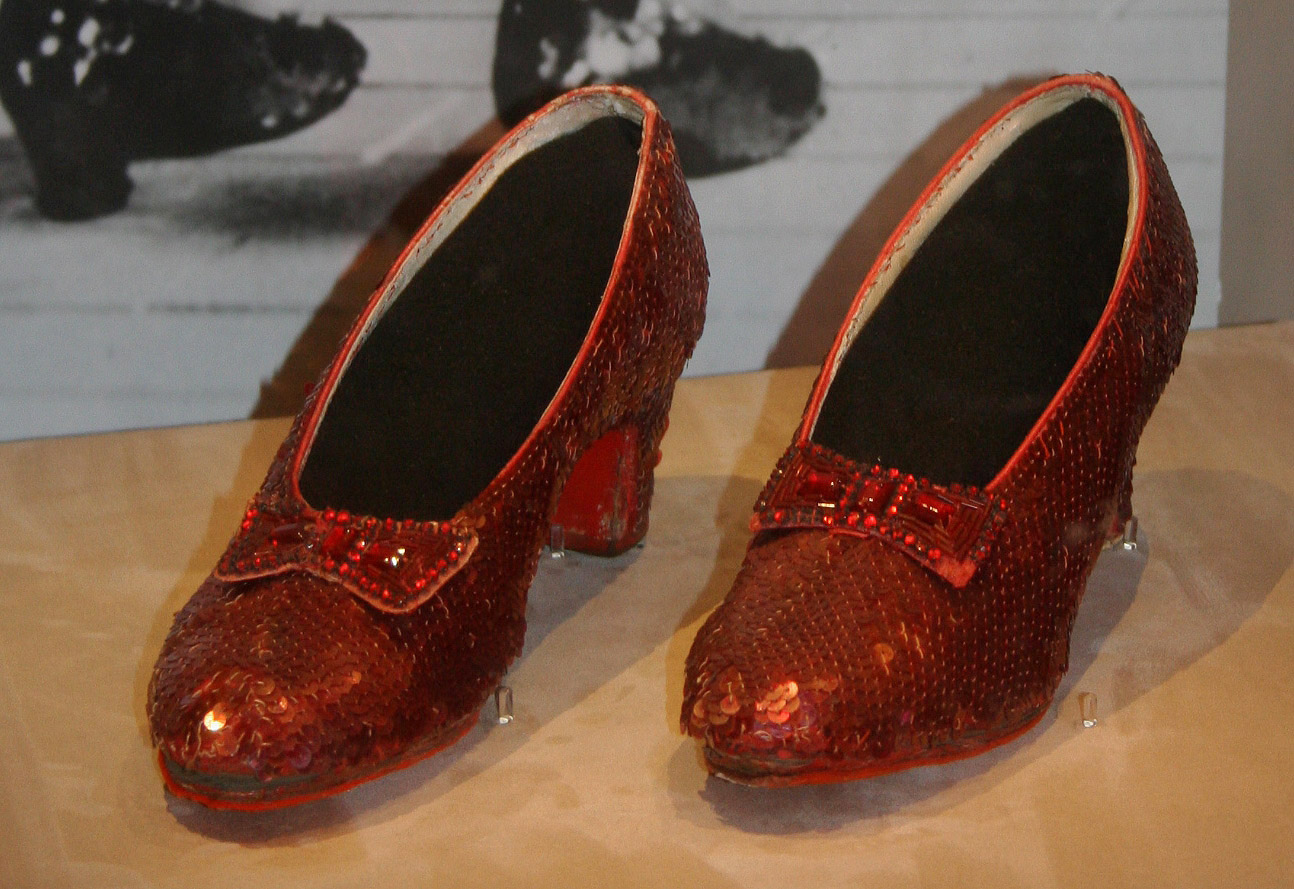
Um par original dos sapatos de rubi em exibição na Smithsonian Institution.

Por causa de sua estatura icônica, os sapatos de rubi usados por Judy Garland no filme estão agora entre as recordações cinematográficas mais preciosas e valiosas da história do cinema. Dorothy, na verdade, usava sapatos prateados na série de livros, mas a cor foi alterada para rubi para aproveitar as vantagens do novo processo Technicolor. Adrian, o figurinista chefe da MGM, foi o responsável pelo design final. Existem cinco pares conhecidos de sapatos de rubi.
Outro par, de estilo diferente e não usado no filme, foi vendido em leilão pela atriz Debbie Reynolds por US$ 510.000 (não incluindo o prêmio do comprador) em junho de 2011. Um dos pares de sapatos foi adquirido pela Academia de Artes e Ciências Cinematográficas em 2012 com a ajuda de Leonardo DiCaprio e Steven Spielberg. O sapato, junto com o filme, recebeu uma "homenagem" do Google em seu octagésimo aniversário.

### Sequências e reinterpretações
Como os direitos autorais de O Mágico de Oz expiraram, foram lançadas várias sequências oficiais e não oficiais. Uma sequência oficial de 1972, a animação Journey Back to Oz, estrelada por Liza Minnelli, filha de Garland, foi produzida para comemorar o 35º aniversário do filme original. O filme foi um fracasso de público e crítica, mas foi muito aceito na televisão.
Em 1985, a Walt Disney Productions lançou a sequência mais conhecida, Return to Oz, estrelada por Fairuza Balk em sua estreia no cinema como a jovem Dorothy Gale, e baseada em The Marvelous Land of Oz (1904) e Ozma of Oz (1907). Com uma história mais sombria, foi mal recebida pelos críticos não familiarizados com os livros de Oz e não teve sucesso nas bilheteiras; porém, com o passar do tempo, o filme adquiriu status de cult, sendo considerado bastante injustiçado, com muitos considerando-o uma adaptação mais leal e fiel do que L. Frank Baum imaginou. Em 2013, a Walt Disney Pictures lançou uma pré-sequência "espiritual" intitulada Oz: The Great and Powerful. Foi dirigido por Sam Raimi e estrelado por James Franco, Mila Kunis, Rachel Weisz e Michelle Williams. Foi um sucesso comercial, mas teve uma recepção mista da crítica.
Uma das reinterpretações foi a de Tom e Jerry, com o filme Tom and Jerry and the Wizard of Oz, lançado em 2011 pela Warner Home Video, incorporando os personagens à história como os "protetores" de Dorothy. Uma sequência intitulada Tom and Jerry: Back to Oz foi lançada em DVD em 21 de junho de 2016. Outro "remake" foi lançado em 2013 por uma empresa de cinema independente, a Clarius Entertainment. O filme se chama Legends of Oz: Dorothy's Return, que segue a segunda viagem de Dorothy a Oz. O filme não se saiu bem nas bilheteiras e foi recebido negativamente pela crítica, principalmente por seu enredo e números musicais considerados "imemoráveis".